# Druškovec Gora
Druškovec Gora – wieś w Chorwacji, w żupanii krapińsko-zagorskiej, w gminie Hum na Sutli. W 2011 roku liczyła 86 mieszkańców.